# Oculinidae
Famille
Oculinidae est une famille de scléractiniaires (coraux durs).

## Liste des genres
| Selon World Register of Marine Species (3 avril 2014) : - genre Bantamia Yabe & Eguchi, 1943 † - genre Bathelia Moseley, 1881 - genre Cyathelia Milne-Edwards & Haime, 1849 - genre Madrepora Linnaeus, 1758 - genre Oculina Lamarck, 1816 - genre Petrophyllia Conrad, 1855 - genre Schizoculina Wells, 1937 - genre Sclerhelia Milne Edwards & Haime, 1850 | Selon ITIS (26 févr. 2011) : - genre Acrhelia Milne-Edwards & Haime, 1849 - genre Archohelia Vaughan, 1919 - genre Bathelia Moseley, 1881 - genre Cyathelia Milne-Edwards & Haime, 1849 - genre Galaxea Oken, 1815 - genre Madrepora Linnaeus, 1758 - genre Oculina Lamarck, 1816 - genre Schizoculina Wells, 1937 - genre Sclerhelia Milne-Edwards & Haime, 1850 - genre Simplastrea Umbgrove, 1939 |

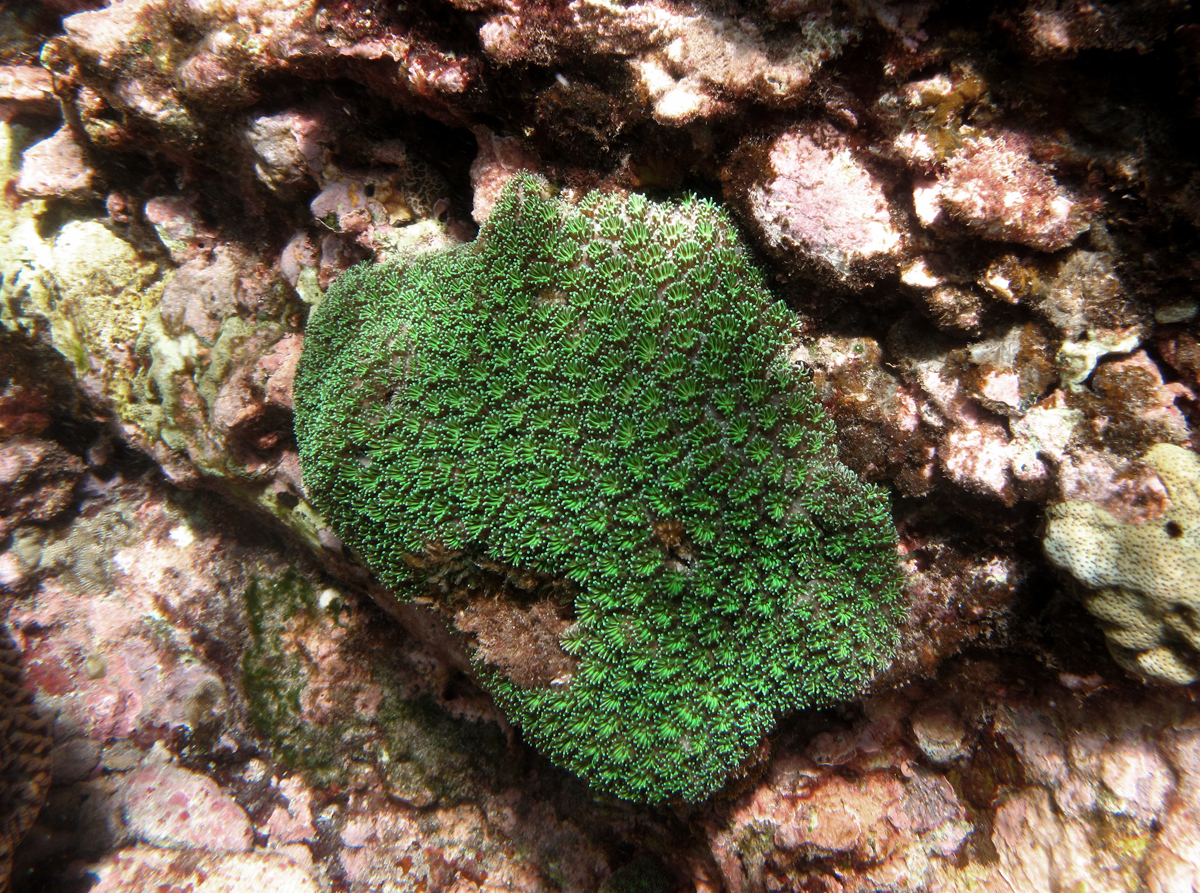
Galaxea fascicularis
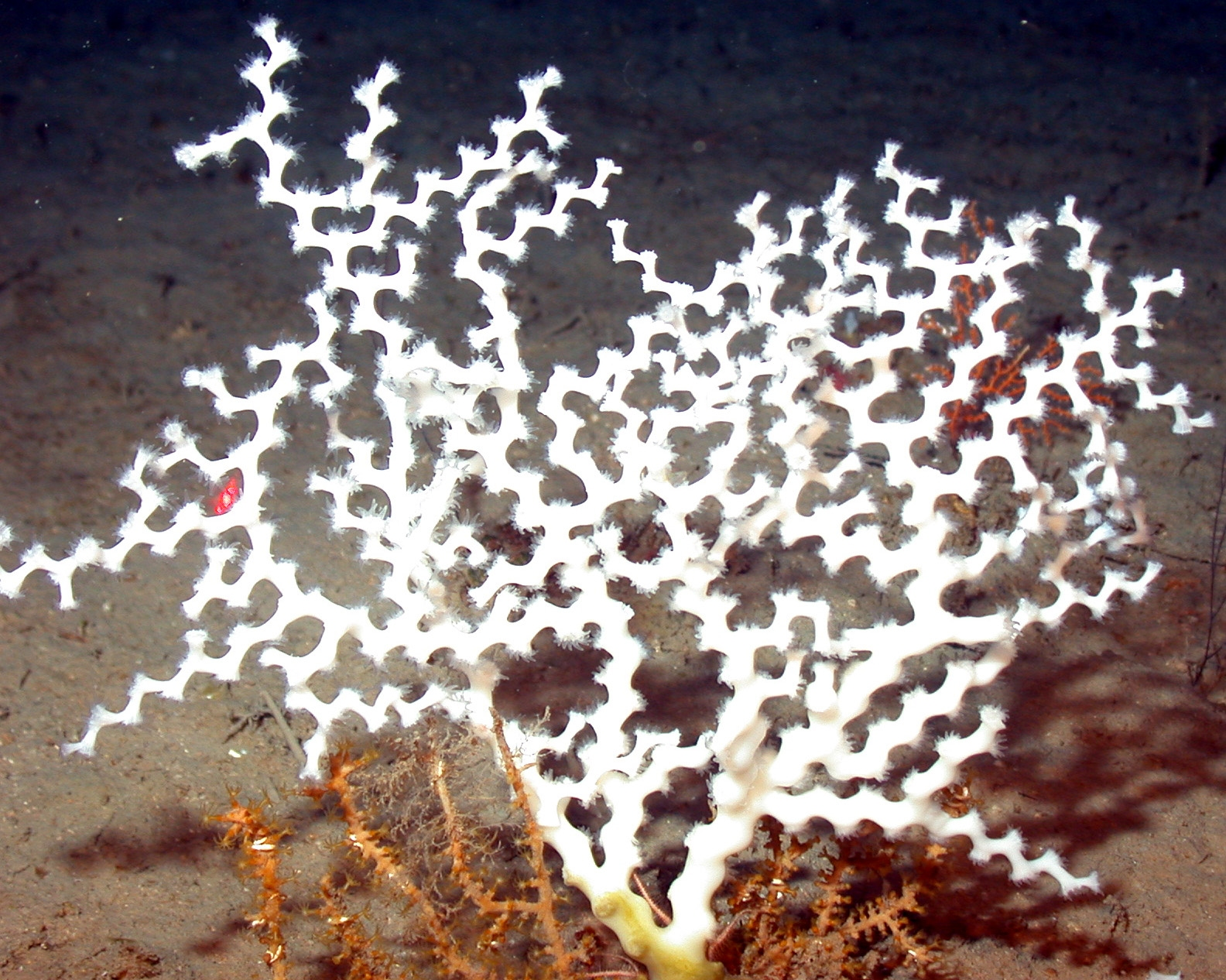
Madrepora oculata
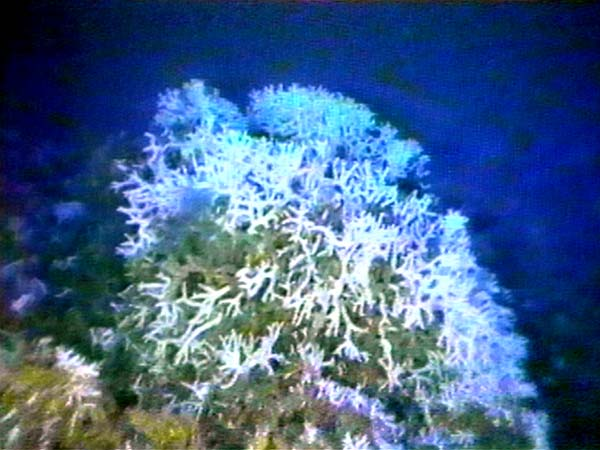
Oculina varicosa